# Tectiviridae
Tectiviridae es una familia de virus que infectan bacterias (bacteriófagos). Tienen un genoma ADN bicatenario y por lo tanto pertenecen al Grupo I de la Clasificación de Baltimore. Es una única molécula de ADN lineal no segmentada de 15.000 nucleótidos de longitud y con una proteína, denominada proteína terminal (TP), covalentemente unida a ambos extremos, formando una bobina altamente empaquetada que codifica las proteínas estructurales. Dentro de los tectivirus se pueden encontrar dos grupos, que si bien tienen morfologías muy similares, tienen características genéticas y modos de vida diferentes. El primer grupo está formado por virus líticos que infectan bacterias Gram-negativas que portan plásmidos con resistencia antibiótica. Un segundo grupo está formado por virus atemperados que infectan bacterias Gram-positivas, siendo este grupo el mejor estudiado. Un tercer grupo, descubierto recientemente infecta a bacterias termófilas. La familia contiene cinco géneros.
Tectiviridae al igual que otros bacteriófagos no tiene la estructura típica cabeza-cola de los Caudoviricetes, pero son capaces de producir tubos similares a colas de aproximadamente 60 x 10 nm durante la absorción o después de un tratamiento con cloroformo. Se caracterizan por poseer una cápside carente de envoltura viral, con un diámetro de 63 nm y estructuralmente definida por una simetría compleja icosaédrica, con capa doble característica, una interna y otra externa. La capa interior consiste en una película flexible de 5-6 nm hecha de una vesícula de lipoproteína, mientras que la capa exterior se compone de una fina película de proteína lisa, rígida y de 3 nm de espesor. La cápside presenta espigas apicales de 20 nm de longitud y una inusual capa lipídica en torno a la nucleoproteína.